# Paul Senn
Paul Senn (Rothrist, 14 de agosto de 1901 – Berna, 25 de abril de 1953) fue un fotógrafo suizo relacionado con la Swiss Werkbund.

## Biografía
Nacido en la localidad suiza de Rothrist, donde su padre trabajaba como jefe de la estación de ferrocarril. Se trasladó en 1908 a Berna, en la que se formó académicamente.
En 1930 comenzó a trabajar como reportero, siendo en un principio contratado por Arnold Kübler para la publicación Zurich Illustrated, la cual pudo compaginar con trabajos para la revista Oberland Illustrated, sus dos principales clientes en la década de 1930.
En 1931 viajó hasta Italia, a Florencia concretamente, y un año después inició otro viaje que le llevaría a través de Francia, nuevamente a Italia y España, donde visitaría a Pau Casals, a quien había conocido en 1931 en Berna. Años después viajó también a Londres, los Balcanes, Atenas, Estambul y Bucarest.

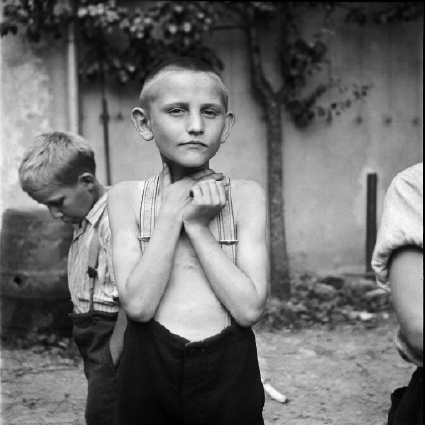
Niño en el reformatorio de Sonnenberg, Lucerna (1944)

Entre 1939 y 1945, durante la Segunda Guerra Mundial, hizo el servicio militar y siguió trabajando como fotógrafo. En estos años, junto con Peter Surava, llevó a cabo una serie de reportajes socialmente comprometidos. Tras la guerra, se trasladó a Estados Unidos, donde fotografió diferentes colonias suizas. Asimismo, se encargó de documentar la reconstrucción alemana, país en el que permaneció durante un tiempo en Munich.
Alcanzó repercusión a nivel nacional cuando sus trabajos empezaron a publicarse en diferentes revistas de carácter internacional. Con el tiempo llegó a colaborar en más de 15 revistas, entre suizas y extranjeras.
Su figura se recuerda como la de un representante de un nuevo lenguaje visual, en el que centró su producción en la captura de escenas de la vida cotidiana, documentando el mundo rural y laboral suizo y viajando a la mayoría de los países de Europa, América del Sur y América del Norte.
Está considerado, junto con Gotthard Schuh y Hans Staub, como una de las tres grandes “S” de la generación periodística suiza entre 1930 y 1950.
El archivo fotográfico de Paul Senn se encuentra desde 1982 en el Kunstmuseum (Museo de Artes) de Berna.